# Red Steel
Red Steel est un jeu vidéo de tir à la première personne développé par Ubisoft Paris, dont la version européenne est sortie sur Wii le 8 décembre 2006.
Il a pour suite Red Steel 2.

## Scénario
La petite amie asiatique du héros du jeu (Scott) le présente à son père lors d'un déjeuner dans un hôtel de Los Angeles. Mais pendant le repas, la fille se fait kidnapper et son père quasiment tué par des yakuzas. Le héros découvre alors que son beau-père est le chef d'un clan yakuza. Il récupère ainsi le katana-Giri, qui fait de lui l'héritier du clan et rejoint alors Tokyo, à la recherche de son amour perdu.
Le jeu débute dans Los Angeles, mais prend place essentiellement dans les quartiers mal-famés de Tokyo.

### Philosophie du jeu
Chose peu commune dans les jeux vidéo, Red Steel met en place une réelle philosophie autour du thème tuer ou blesser. Le jeu incite le joueur à blesser les ennemis, plutôt que de les tuer ; d'une part parce que blesser un ennemi remplit plus rapidement la jauge du freeze shot, d'autre part parce que ces mêmes ennemis pourront devenir vos alliés plus tard. De plus, l'honneur prime dans le jeu : si votre adversaire se bat avec un sabre, le joueur doit rengainer son arme à feu, et sortir son katana pour un combat de sabre. Lorsque le joueur bat son adversaire au sabre, il décide de l'achever ou de lui laisser la vie sauve, ce qui rapporte des points de respect dans ce dernier cas.

## Système de jeu
Le jeu tire entièrement parti de la Wiimote et du nunchuk. Ainsi, le joueur vise avec la manette, il peut recharger son arme ou ouvrir une porte en secouant le nunchuk, et tenir sa manette comme un sabre pour participer à des combats de katanas. Le joueur pourra utiliser plusieurs types d'armes, à savoir armes à feu ou armes blanches. Une jauge, appelée freeze shot se remplit progressivement, plus ou moins vite en fonction si le joueur tue ou blesse les adversaires. Une fois que la jauge est remplie, le joueur peut ralentir le temps (focus mode), quand il se trouve dans une situation difficile par exemple. Le joueur peut alors viser les ennemis. Des couleurs apparaissent, exprimant le degré de blessure infligé :
- le rouge indique une mort certaine
- le jaune indique une blessure
- le vert indique que l'ennemi sera juste désarmé

Le joueur peut aussi décider de laisser la vie sauve aux ennemis.
Si un groupe possède un chef et que le joueur désarme ce dernier, il doit faire signe aux adversaires de jeter leurs armes en agitant la wiimote de haut en bas. Tous les adversaires jettent leurs armes et le groupe devient inoffensif ce qui est pratique lorsqu'on manque de balles